# ۴۹۶ (عدد)

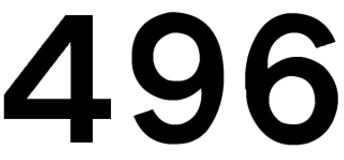
عدد 496

۴۹۶ (چهارصد و نود و شش) یک عدد طبیعی است که پس از ۴۹۵ و پیش از ۴۹۷ قرار دارد.